# Le Fils du roi d'Irlande
 (février 2019).
Si vous disposez d'ouvrages ou d'articles de référence ou si vous connaissez des sites web de qualité traitant du thème abordé ici, merci de compléter l'article en donnant les références utiles à sa vérifiabilité et en les liant à la section « Notes et références ».
Le Fils du roi d'Irlande (The King of Ireland's Son) est un roman pour enfants de Padraic Colum, publié en 1916 en Irlande, et illustré par Willy Pogany.
Composée à partir d'éléments empruntés à la tradition du folklore irlandais, l'histoire relate les aventures de l'aîné des fils du roi d'Irlande pour retrouver Fedelma, la fille de l'Enchanteur, enlevée et retenue prisonnière par le roi du Pays des Brumes.